# Spirobolus exquisitus
Spirobolus exquisitus är en mångfotingart som beskrevs av Karsch 1881. Spirobolus exquisitus ingår i släktet Spirobolus och familjen Spirobolidae. Inga underarter finns listade i Catalogue of Life.